# Wilson Pittoni
Wilson Omar Pittoni Rodríguez (San Antonio, 14 agosto 1985) è un calciatore paraguaiano, centrocampista del General Díaz.

## Palmarès

### Club

#### Competizioni nazionali
- Campionato paraguaiano: 4

Libertad: 2006, 2007, Apertura 2008, Clausura 2008

#### Competizioni statali
- Campionato Baiano: 2

Bahia: 2014, 2015

## Palmarès
1. ↑  31 (3) comprese le presenze nel Campionato Catarinense.
2. ↑  16 (1) comprese le presenze nel Campionato Baiano.
3. ↑  27 (1) comprese le presenze nel Campionato Baiano.